# 북부나무두더지
북부나무두더지(Tupaia belangeri)는 동남아시아 토착종으로 나무두더지의 일종이다. 1841년, 독일인 동물학자 바그너(Johann Andreas Wagner)가 동남아시아 탐사 중에 페구에서 수집한 나무두더지에 클라도바테스 벨란게리(Cladobates belangeri)라는 학명을 처음 사용했다.